# Metopoceras bubaceki
Metopoceras bubaceki är en fjärilsart som beskrevs av Karl Schawerda 1924. Metopoceras bubaceki ingår i släktet Metopoceras och familjen nattflyn. Inga underarter finns listade i Catalogue of Life.